# Radio NOAA
La Radio del Tiempo de NOAA (NOAA Weather Radio) es una red de estaciones de radio que transmite información meteorológica constantemente desde oficinas cercanas del Servicio Nacional de Meteorología (National Weather Service, NWS). El servicio está a cargo de la NWS, que es una agencia de la Administración Nacional Oceánica y Atmosférica (National Oceanic and Atmospheric Administration, NOAA), que integra el Departamento de Comercio de EE. UU.. Radio NOAA transmite alertas (warning), posibles peligros (watch), pronósticos y otra información sobre amenazas meteorológicas las 24 horas del día. También transmite alertas de emergencias no meteorológicas, como las de seguridad nacional, desastres naturales, ambientales y de seguridad pública (ver: sistema de alertas AMBER) a través del Sistema de Alerta de Emergencia (Emergency Alert System) de la Comisión Federal de Comunicaciones (Federal Communications Commission, FCC).

## Operaciones
Apodada la voz del Servicio Nacional de Meteorología de la NOAA, La Radio NOAA constituye un servicio público por parte de dicha agencia. Radio NOAA incluye más de 1000 emisoras , que cubren los 50 estados del país, las aguas costeras, Puerto Rico, las Islas Vírgenes de los Estados Unidos, Guam, la Samoa Americana y Saipán. Para recibir las transmisiones de Radio NOAA es necesario un receptor de radio especial o un escáner capaz de recibir estas señales. 
El servicio de radio transmite alertas meteorológicas y pronósticos las 24 horas del día. Además de la información meteorlógica, Radio NOAA colabora con el "Sistema de Alerta de Emergencia" de la FCC para brindar información completa sobre el tiempo y situaciones de emergencia. Junto con los administradores de emergencias a nivel federal, estatal y locales y otros funcionarios públicos, Radio NOAA emite avisos de alerta e información después del evento para todo tipo de amenaza, incluyendo los peligros naturales (terremotos, avalanchas), ambientales (dispersión de sustancias químicas en el ambiente, derrames de petróleo) y seguridad pública (como las alertas AMBER e interrupción del servicio 911). 
Centenares de estaciones son operadas en EE.UU (NOAA Weather Radio: NWR) por la NOAA (National Weather Service de la NOAA), y en Canadá por el Servicio Meteorológico de Canadá, en Ambiente Canadá (Weatheradio Canadá). Cada estación de radio está programada por una oficina local o regional NWS o MSC. Una estación está disponible en Bermuda, operada por el Servicio Meteorológico de Bermuda.

## Sintonía de las estaciones
Sus frecuencias son: en VHF frecuencia en la banda de 162 MHz, con siete canales de frecuencia modulada FM. 
La frecuencia original fue de 162,55, y más tarde se agregaron las de 162,4 y 162,475. Recientemente, por la saturación de frecuencias, se utilizan esos siete canales, incluyendo los canales "intermedios" de 162,425; 162,45; 162,5, y 162,525 MHz. Esos canales (numerados en tal orden) se reciben en un receptor de radio receptores, disponibles en ambos países por orden por correo, minoristas, y tranceptores de radio VHF marina, y en escáneres. Además, muchas radios portátiles, se están vendiendo con la habilidad de recibir las emisiones de las estaciones de Radio NOAA. Algunas estaciones en Canadá también transmiten en frecuencias de FM común y en radio AM.

## Tabla de Frecuencias
| Canal  | Frecuencia (MHz) |
| ------ | ---------------- |
| NOAA01 | 162,550          |
| NOAA02 | 162,400          |
| NOAA03 | 162,475          |
| NOAA04 | 162,425          |
| NOAA05 | 162,450          |
| NOAA06 | 162,500          |
| NOAA07 | 162,525          |
| NOAA08 | 161,525          |
| NOAA09 | 161,775          |
| NOAA10 | 163,275          |

Algunos receptores contienen la tecnología SAME, que elimina alertas que no sean efectivas en el lugar donde se encuentra el usuario.
Dos Oficinas de Pronóstico en EE. UU. continental dan información en castellano: San Diego y El Paso.
En Canadá, todas las radios son bilingües: lengua inglesa y lengua francesa.

### Test de Alerta de Emergencia

Logo del Sistema de Alertas de Emergencia

La Radio NOAA tiene un día y hora especial para probar el Sistema de Alerta de Emergencia. El Servicio Meteorológico Nacional NWS conduce una prueba semanal del sistema de alerta, cada miércoles entre las 10.00 y el mediodía. Algunas Oficinas del NWS conducen una segunda prueba al atardecer, usualmente a las 19.00. Si hay una amenaza de mal tiempo ese día en el área de escucha de la Radio NOAA, la prueba se pospone hasta la mejora del tiempo. Esta prueba semanal reemplaza la programación regular de la Radio NOAA. El tono SAME es enviado, seguido por el tono en 1050 Hz, el mensaje, y el tono SAME Fin del Mensaje (EOM en inglés). El texto de la prueba se lee, con variantes:
"Esta es la oficina del Servicio Nacional del Tiempo en (ciudad). Esta señal procedente fue una prueba de el sistema de alerta de emergencia de la estación de radio de el Servicio Nacional del Tiempo (signo de llamada de la estación) en (localización). Durante situaciones meteorológicas potenciales o situaciones meteorológicas peligrosas actuales, receptores específicos son automáticamente activados por esta señal para advertir del peligro inminente. Las pruebas de la eficacia de esta señal y los receptores son usualmente dirigidos por esta Oficina del Servicio Nacional del Tiempo los miércoles a las (Hora[s]). Cuando haya una amenaza de tiempo severo, existente en el área en un miércoles, la prueba se pospondrá hasta el siguiente día de buen tiempo disponible. (Alt. La prueba será cancelada, y un pequeño mensaje explicando la razón de la cancelación se transmitirá.) La recepción de esta transmisión, y especialmente la señal de alarma de advertencia , variará en cualquier localización. La variación de la señal, normalmente mas notable a excelentes distancias del  transmisor, ocurrirá aunque tu estés usando un receptor de buena calidad funcionando en perfecto estado. Para proveer el mejor servicio de advertencia consistente posible, la alarma de advertencia se activa solo para avistamientos y advertencias seleccionadas que afectan los siguientes condados: (lista de condados. N.B. Cuando mas de un estado esta involucrado, el nombre del estado sale antes de la lista de condados; por ejemplo, en KID-77 en la Ciudad de Kansas, se lee: "En Missouri: Cass, Clay, Jackson, Johnson, Lafayette, Platte, y Ray; y en Kansas: Johnson, Leavenworth, Linn, Miami, Wyandotte, y Douglas.") Esto concluye la prueba de el sistema de alarma de advertencia de la radio del tiempo NOAA (signo de llamada). Ahora regresaremos a la programación normal."
Algunas Oficinas del Avistamiento del tiempo NWS, como las de Taunton, MA WFO, usa un guion de prueba completamente diferente.